# Gisinurus malatestai
Gisinurus malatestai is een springstaartensoort uit de familie van de Sminthuridae. De wetenschappelijke naam van de soort is voor het eerst geldig gepubliceerd in 1970 door Dallai.